# La Dépositaire
La Dépositaire est une pièce de théâtre en quatre actes d'Edmond Sée créée à la Comédie-Française le 14 mai 1924.

## Thème et résumé
La pièce est centrée autour d'une femme, Solange. Elle aime un homme plus âgé qu'elle et se dévoue pour lui (Léon Carriès, ancien Président du conseil, dont elle est secrétaire). Carriès est pris dans un scandale. Il remet à Solange des documents, dont elle est dépositaire. Carriès part en Amérique. François Hersent, journaliste et rival de Carriès tant sur le plan politique que sentimental, annonce que son journal va publier un des documents remis à Jeanne. Solange est soupçonnée de vol... Afin d'établir la vérité Jeanne se rapproche de François Hersent. Il apparaît que c'est Mme Carriès, jalouse, qui a volé le document.  Solange accepte de se marier avec Hersent qu'elle n'aime pas mais qui, lui, est éprise d'elle.
Le texte intégral de la pièce est publié dans La Petite Illustration.

## Accueil critique
La pièce est accueillie par la presse de façon contrastée. Plusieurs critiques notent que cette pièce marque une rupture avec les précédentes création d'Edmond Sée : « il semble bien qu'en écrivant la Dépositaire il a abandonné le théâtre psychologique... et il s'est plu à composer une comédie où l'intérêt s'accommode de quelque romanesque et la vérité de postulats successifs... » (Robert de Flers, Le Figaro)
Robert de Beauplan écrit : « nous comprenons le sujet psychologique que M. Edmond Sée a voulu traiter : l’évolution d’une âme féminine que la réalité de la possession détourne progressivement d’une passion imaginaire. Mais la richesse même de l’intrigue où il logeait cette étude l’a empêché de l’approfondir avec sa subtilité habituelle d’analyse... ». La pièce a cependant du succès car Beauplan conclut son article par un constat : « grâce à lui la Comédie-Française connaît un succès de public analogue à ceux du Théâtre de Paris ou de la Renaissance ».

## Récompenses
L'Académie française donne, en 1924, le prix Toirac à la pièce.

## Distribution lors de la création en 1924
- Léon Carriès : Raphaël Duflos
- Solange : Marie-Thérèse Piérat
- François Hersent : Jean Hervé
- Antoinette Carriès : Henriette Roggers
- J.P. Morizot : Charles Siblot
- Madame Hersent : Émilienne Dux
- Malandri : Maxime Desjardins
- Mme Hébertal : Marie Bell
- Mouche : Madeleine Renaud
- Lucienne Carrière : Élisabeth Nizan
- Roudier : Fernand Ledoux
- Claudine : Jeanne Even